# Пиролиза
Пиролиза је термохемијска декомпозиција органског материјала при повишеним температурама у одсуству кисеоника (или халогена, оксидационих или редукционих средстава). Најчешће се пиролизом сложена хемијска једињења распадају на простија једињења. Пиролиза обухвата симултану промену хемијске композиције и физичке фазе, и иреверзибилна је. Пиролизу је релативно тешко испитивати због бројних реакција које је истовремено одвијају, а које је тешко контролисати.
Пиролиза је тип термолизе, и најчешће се среће код органских материјала изложених високим температурама. То је један од процеса који учествују у угљенисању дрвета, почевши од 200–300 °C. Он се исто тако јавља у пожарима где чврста горива сагоревају или вегетација долази у контакт са лавом током вулканских ерупција. Генерално, пиролиза органских супстанци производи гасне и течне продукте и оставља чврсти остатак са повишеним угљеничним садржајем, чађ. Екстремна пиролиза, која оставља углавном угљеник као остатак, се назива карбонизацијом.
Овај процес налази широку примену у хемијској индустрији, на пример, у продукцији угљена, активног угља, метанола, и других хемикалија из дрвета, за конвертовање етилен дихлорида у винил хлорид ради прављења ПВЦ материјала, за производњу кокса из угља, за конвертовање биомасе у синтез-гас и биоугљена, за претварање отпадне пластике у употребиво уље, или смећа у супстанце које су безбедне за одбацивање, и за трансформирање угљоводоника средњег опсега тежине из нафте у лакше фракције поупут моторног бензина. Ове специјализоване употребе пиролизе се називају различитим именима, као што су сува дестилација, деструктивна дестилација, или крековање. Пиролиза се исто тако користи за добијање мономера из полимера у рециклажи пластике, за производњу керамичких матерјала, за производњу материјала високе термичке отпорности, у креирању наночестица, цирконија и оксида користећи ултрасоничне распрскиваче у процесу званом ултрасонична спрејна пиролиза (УСП).
Пиролиза има важну улогу у неколико процедура кувања, као што су печење, пржење, роштиљање, и карамелизација. Она је оруђе хемијске анализе, на пример, у масеној спектрометрији и радиоугљеничном датирању. Многе важне хемијске супстанце, као што су фосфор и сумпорна киселина, су некад добијане овим процесом. Претпоставља се да је до пиролизе долазило током катагенезе, конверзије спаљене органске материје у фосилна горива. Она је исто тако у основи пирографије. У процесу балзамирања, древни Египћани су користили смеше супстанци, укључујући метанол, који су добијали пиролизом дрвета.
Пиролиза се разликује од других процеса као што су сагоревање и хидролиза по томе да у њој обично не учествују кисеоник, вода, или неки други реагент. У пракси, није могуће остварити атмосферу која је у потпуности ослобођена од кисеоника. Пошто је у сваком пиролизном систему присутана извесна количина кисеоника, долази у малој мери до оксидације.
Термин се исто тако користи за декомпозицију органског материјала у присуству суперзагрејане воде или паре (хидрозна пиролиза), на пример, у парном крековању уља.

## Процес
Пиролиза претвара органске материје у њихове гасовите компоненте, чврсте остатке угљеника и пепела те течност која се зове пиролитичко уље (или био-уље). Процес има две примарне методе за уклањање контаминаната из материје: уништавање и уклањање. У методи уништавања органски загађивачи се рашчлањују у једињења мале молекулске масе, док се у поступку уклањања не уништавају, већ се одвајају од загађеног материјала. Пиролиза је користан поступак за третирање органских материјала који се распадају под присуством топлоте. То самим собом укључује полихлориране бифениле, диоксине и ароматичне угљоводонике. Иако није корисна за уклањање или уништавање неорганских материјала као што су метали, може се користити у техникама које чине такве материјале инертним.

## Индустријски извори
Многи извори органске материје могу се користити као сировина за пиролизу. Неки од њих су:
| Биљни материјали          | пиљевина, отпадно дрво, дрвенасти коров                      |
| Пољопривредни извори      | љуске ораха, слама, памучно смеће, рижине љуске, дивљи просо |
| Животињски отпад          | смеће живине, млечна киселина, потенцијално друго ђубриво    |
| Индустријски нуспроизводи | папирни муљ, дестилатори зрна                                |

## Примена
Пиролиза има бројне примене које су везане уз „зелену” технологију. Корисна је за извлачење материјала из производа као што су аутомобилске гуме, уклањање органских контаминаната из тла те стварање биогорива од усева и отпадних производа. Пиролиза може помоћи у разлагању аутомобилских гума у корисне делове, чиме се смањује еколошко загађење збрињавањем старих гума. Гуме су значајан производ одлагалишта отпада у многим подручјима, јер отпуштају тешке метале у процесу спаљивања. Међутим, када се гуме пиролизирају, оне се разграђују у гас и уље (употребљиво за гориво) и чађ (употребљиву као пунило полимерним производима и као активни угаљ у филтерима и горивим чланцима). Поред тога, пиролиза може уклонити органске загађиваче из канализацијског муља и тешке метале преостале у инертном муљу што омогућује сигурно кориштење муља као ђубриво.
Пиролизирање биомасе (биолошки материјали попут дрва и шећерне трске) има велики потенцијал за производњу енергетских извора који би могли допунити или заменити енергију на бази нафте. Пиролиза узрокује да се целулоза, хемицелулоза и део лигнина у биомаси разграде на мање молекуле у гасовитом стању. Када се хладе, ти се гасови кондензују до течног стања и постају биоуље, док остатак изворне масе (углавном преостали лигнин) остаје као чврсти биолошки материјал.

## Дрвени угаљ
Људи су користили пиролизу за претварање дрва у угаљ на индустријском нивоу од давних времена. Осим дрва, поступак такође може користити пиљевину и остале производе од дрва. Дрвени угаљ се добија загревањем дрва док се не постигне потпуна пиролиза (карбонизација), остављајући само угљеник и неоргански пепео. У многим деловима света дрвени угаљ се још увек производи полуиндустријски спаљивањем пуно дрвета која су углавном прекривена блатом или опеком. Топлота настала паљењем дела дрва и нестабилним нуспродуктима пиролизује остатак дрва. Ограничена количина кисеоника спречава горење угља. Савременија алтернатива је загревање дрвета у ваздушној металној посуди која много мање загађује и омогућава да се испарљиви производи кондензују.
Због изворне структуре дрвета и пора насталих испуштањем гасова завршни производ постаје светао и порозан, те јако крт.

## Ватра
Пиролиза је обично прва хемијска реакција која се јавља код горења многих чврстих органских горива, попут дрва, тканине и папира, као и неких врста полимера. У горењу дрва, видљиви пламенови нису само због изгарања дрвета, него гасова који се ослобађају његовом пиролизом. Стога је пиролиза уобичајених материјала попут дрва, полимера и одеће изузетно важна за заштиту од пожара. Не би требало да се меша с хидротермалним реакцијама као што су хидротермална гасификација, хидротермална ликвидација и хидротермална карбонизација која се јављају у воденим срединама, јер се температуре и реакцијски процеси разликују од јонских измена.

## Кување
Пиролиза настаје увек када је храна изложена довољно високој температури у сувом окружењу, као што је пржење, печење или роштиљање. То је хемијски процес који је одговоран за формирање златно-смеђе коре на храни припремљеној тим методама. У нормалном кувању главни састојци хране који подржавају пиролизу су угљени хидрати (укључујући шећере, скроб и влакна) и протеини. Пиролиза масти захтева много вишу температуру јер производи токсичне и запаљиве производе те се уопштено избегава у нормалном кувању. Конкретно, пиролиза протеина и угљених хидрата почиње на температури која је знатно нижа од температуре паљења чврстог остатка, а испарљиви производи су превише разређени у ваздуху како би се запалили. Пиролиза угљених хидрата и беланчевина захтева температуре знатно више од 100 °C, тако да се не појављује све док је присутна вода у течној фази. Она се обично за већину хране ограничава на спољним слојевима хране и почиње тек након што се ти слојеви исуше. Међутим, температура пиролизе за храну је нижа од врелишта за липиде, тако да се пиролиза догађа код пржења у биљном уљу. Пиролиза такође игра битну улогу у производњи јечменог чаја, кафе и пржених орашастих плодова као што су кикирики и бадеми. Будући да се састоје углавном од сувих материјала, процес пиролизе није ограничен на најудаљеније слојеве него се протеже кроз материјале. У свим тим случајевима, пиролиза ствара или ослобађа многе материје које доприносе укусу, боји и биолошким својствима коначног производа. Такође може уништити неке материје које су отровне, неугодног укуса или оне које могу допринети кварењу. Контролисана пиролиза шећера, почевши од 170° C, производи карамелу беж смеђих (у води топљивих) производа која се широко користи у прехрамбеној индустрији (у облику боје карамеле) као боје за безалкохолна пића и друге прехрамбених производе. Чврсти остатак од пиролизе проливене и прскане хране ствара тамносмеђу, црну опну која се често види на посудама за кување, штедњацима и унутрашњим површинама пећи.

## Угљенична влакна
Угљенична влакна се могу користити за израду врло јаких текстила. Добијају се из већ обликованих других органских влакана, претежно полиакрилонитрилних влакана велике чврстоће, а у мањој мери и од целулозних вискозних влакана, те из смоластог остатка након пиролизе нафте (тзв. мезофазна смола). Независно од врсте исходишног материјала, процес добијања спроводи се термичком обрадом у неколико ступњева (претпроцесовање и карбонизација) . У њему се под строго дефинисаним условима и процесним параметрима из почетног материјала поступно уклањају сви хемијски елементи осим угљеника, уз његову истодобну поступну циклизацију. Код производње графитних влакана, у завршној се обради циклична структура угљеника графитирањем обликује у графитну форму. Полиакрилонитрил је постао најчешћи полазни материјал. За своје прве радне електричне светиљке, Џозеф Вилсон Свон и Томас Едисон употребили су угљеникове нити од пиролизе памучних влакна и од бамбуса.

## Пиролитички угљеник
Пиролитички угљеник је материјал сличан графиту, али поседује ковалентну везу између његових графитних плоча као резултат неправилности у његовој производњи. Пиролитички угљеник је вештачки направљен и не може се наћи у природи. Производи се загревањем угљоводоника готово на температуру разградње и дозвољава кристализацију графита (пиролиза). Једна метода је загревање синтетичких влакана у вакууму, а друга је метода стављање семена на плочу у врло врућем гасу како би се сакупила графитна превлака. То се користи код производа који су изложени високим температурама као што су: ракете, топлотни штит мотора, лабораторијске пећи те у биомедицинским протезама.

## Уље
Брза пиролиза може се користити за претварање широког распона сировина биомасе у текуће уље. Компонента богата фенолом може се издвојити из овог уља и користити као јефтина замена за нафту. Национална лабораторија за обновљиве изворе енергије развила је поступак екстракције како би се опоравио овај део фенола и показао значај тих фенолних уља у модификованим фенол алдехидним лепковима за дрва.

## Ограничења и забринутост
Технологија пиролизе захтева сушење тла пре третмана. Ограничени подаци о карактеристикама система који обрађују опасни отпад, а који садрже полихлорисане бифениле, диоксине и остала органска једињења. Постоји забринутост да у системима који уништавају хлорисане органске молекуле топлота може да створи производе непотпуног изгарања, укључујући диоксине и фуране. Растоп се обично рециклира у реакторској комори. Међутим, зависно од обрађеног отпада (посебно неорганских) и количини пепела, потрошена растопљена со може бити опасна и захтевати посебну пажњу збрињавања. Пиролиза није делотворна у уништавању или физичком одвајању неорганске материје од контаминираног медија. Испарљиви метали могу се уклонити као резултат виших температура повезаних с поступком. Нуспроизводи који садрже тешке метале могу захтевати стабилизацију пре коначног одлагања. Када се отпадни гасови охладе, течност се кондензује стварајући остатак уља / катрана и загађену воду. Ова уља и катрани могу бити опасни отпад који захтевају правилан третман, складиштење и одлагање.